# Aspella senex
Aspella senex är en snäckart som beskrevs av Dall 1903. Aspella senex ingår i släktet Aspella och familjen purpursnäckor. Inga underarter finns listade i Catalogue of Life.